# Rosedale (Luizjana)
Rosedale – wieś w Stanach Zjednoczonych, w stanie Luizjana, w parafii Iberville.